# Gozdnica
Gozdnica (německy Freiwaldau) je město v Polsku v Lubušském vojvodství v okrese Zaháň. Založeno bylo ve 14. století. Tvoří samostatnou městskou gminu. V roce 2021 zde žilo 2 927 obyvatel.

## Partnerská města
- Krauschwitz, Německo